# Łumno
Łumno (biał. Лумна, Łumna) – wieś na Białorusi w rejonie kamienieckim obwodu brzeskiego. Miejscowość wchodzi w skład sielsowietu Raśna.
Wieś magnacka położona była w końcu XVIII wieku w hrabstwie wysockim w powiecie brzeskolitewskim województwa brzeskolitewskiego Wielkiego Księstwa Litewskiego.
Przed zmianą przebiegu granicy polsko-radzieckiej, dokonaną po II wojnie światowej, miejscowość należała do parafii pw. Opieki Matki Bożej w Zubaczach.

## Kolorystyka
Przez wieś ciągnie się niebieski płot, a także większość domów we wsi ma okiennice koloru niebieskiego, ponieważ muchy nie lubią tego koloru i mniej lecą do domu.